# وندرلیپ (ویرجینیای غربی)
وندرلیپ، ویرجینیا غربی (به انگلیسی: Vanderlip, West Virginia) یک منطقهٔ مسکونی در ایالات متحده آمریکا است که در Hampshire County واقع شده‌است.